# Ayuntamiento de Alcorcón

El Ayuntamiento de Alcorcón es la institución que se encarga de gobernar la ciudad y el municipio de Alcorcón, España. Está presidido por el correspondiente alcalde de Alcorcón, que desde 1979 es elegido democráticamente por sufragio universal. Actualmente, ejerce de alcaldesa-presidenta del municipio Candelaria Testa del Partido Socialista Obrero Español, tras recibir el apoyo de Ganar Alcorcón y Más Madrid.

## Sede
El organismo está emplazado en la plaza de España, al lado de la calle Mayor de la ciudad. Por la parte trasera da a la Plaza Reyes de España.
El ayuntamiento ha ocupado desde su creación su actual ubicación. El edificio antiguo poseía dos plantas y una pequeña torre. Su estilo era el típico de las casas consistoriales castellanas. Hacia 1971 se construyó en el mismo lugar un nuevo inmueble más grande que el anterior. El nuevo edificio cuenta con tres plantas y una torre centrada. El pleno municipal retomó su actividad en el edificio el 6 de noviembre de 1973. En 2011 se inició la construcción de un edificio anexo al original, más grande que el anterior.

## Alcaldes
| Periodo   | Nombre                                                     | Partido                                  |
| --------- | ---------------------------------------------------------- | ---------------------------------------- |
| 1979-1983 | José Aranda Catalán                                        | Partido Socialista Obrero Español (PSOE) |
| 1983-1987 | José Aranda Catalán                                        | Partido Socialista Obrero Español (PSOE) |
| 1987-1991 | José Aranda Catalán                                        | Partido Socialista Obrero Español (PSOE) |
| 1991-1995 | Jesús Salvador Bedmar                                      | Partido Socialista Obrero Español (PSOE) |
| 1995-1999 | Jesús Salvador Bedmar                                      | Partido Socialista Obrero Español (PSOE) |
| 1999-2003 | Joaquín Vilumbrales (hasta sept. 1999) Pablo Zúñiga Alonso | Partido Popular (PP)                     |
| 2003-2007 | Enrique Cascallana Gallastegui                             | Partido Socialista Obrero Español (PSOE) |
| 2007-2011 | Enrique Cascallana Gallastegui                             | Partido Socialista Obrero Español (PSOE) |
| 2011-2015 | David Pérez García                                         | Partido Popular (PP)                     |
| 2015-2019 | David Pérez García                                         | Partido Popular (PP)                     |
| 2019-2023 | Natalia de Andrés del Pozo                                 | Partido Socialista Obrero Español (PSOE) |
| 2023-act. | Candelaria Testa Romero                                    | Partido Socialista Obrero Español (PSOE) |

## Órganos de gobierno

### Pleno del Ayuntamiento de Alcorcón
El Pleno «es el órgano de máxima representación política de los ciudadanos en el gobierno municipal, ejerce las atribuciones que le están asignadas expresamente y está formado por el alcalde y los concejales, sin perjuicio de la asistencia a sus sesiones y la intervención en sus deliberaciones de los miembros no electos de la Junta de Gobierno».
El Pleno de Alcorcón está compuesto por 27 concejales elegidos democráticamente cada cuatro años. Después de las elecciones municipales del 28 de mayo de 2023, forman parte de ella 8 del Partido Socialista de Madrid-PSOE, 11 concejales del Partido Popular, 4 de Ganar Alcorcón, 2 de Más Madrid y 2 de Vox.
| Elecciones                         | Composición del Pleno |
| ---------------------------------- | --------------------- |
| Elecciones del 3 de abril de 1979  | -                     |
| Elecciones del 8 de mayo de 1983   | -                     |
| Elecciones del 10 de junio de 1987 | -                     |
| Elecciones del 26 de mayo de 1991  | -                     |
| Elecciones del 28 de mayo de 1995  | -                     |
| Elecciones del 13 de junio de 1999 | -                     |
| Elecciones del 25 de mayo de 2003  | -                     |
| Elecciones del 27 de mayo de 2007  | -                     |
| Elecciones del 22 de mayo de 2011  | Pleno 2011-2015       |
| Elecciones del 24 de mayo de 2015  | Pleno 2015-2019       |
| Elecciones del 26 de mayo de 2019  | Pleno 2019-2023       |

### Junta de Gobierno de Alcorcón
La Junta de Gobierno de Alcorcón se encarga de administrar los impuestos municipales, para costear los servicios públicos y la construcción de infraestructuras. Está presidida por el alcalde.

## Acuerdos de investidura o coaliciones de gobierno
| Mandato   | Partidos implicados         | Concejales |
| --------- | --------------------------- | ---------- |
| 1991-1995 | PSOE-IU                     | 17/27      |
| 1995-1999 | PSOE-IU                     | 14/27      |
| 2015-2019 | PP                          | 10/27      |
| 2019-2023 | PSOE-G. Alcorcón            | 14/27      |
| 2023-2027 | PSOE-G. Alcorcón-Más Madrid | 14/27      |

## Resultados electorales
| Partido político                                                     | 2023   | 2023  | 2023       | 2019        | 2019        | 2019        | 2015   | 2015  | 2015       | 2011   | 2011  | 2011       | 2007   | 2007  | 2007       | 2003   | 2003  | 2003       | 1999   | 1999  | 1999       | 1995   | 1995  | 1995       | 1991   | 1991  | 1991       | 1987   | 1987  | 1987       | 1983   | 1983  | 1983       | 1979   | 1979  | 1979       |
| Partido político                                                     | Votos  | %     | Concejales | Votos       | %           | Concejales  | Votos  | %     | Concejales | Votos  | %     | Concejales | Votos  | %     | Concejales | Votos  | %     | Concejales | Votos  | %     | Concejales | Votos  | %     | Concejales | Votos  | %     | Concejales | Votos  | %     | Concejales | Votos  | %     | Concejales | Votos  | %     | Concejales |
| Partido Popular (PP)-Alianza Popular (AP)                            | 35 044 | 38,79 | 11         | 17 280      | 19,77       | 6           | 26 955 | 31,53 | 10         | 41 335 | 49,53 | 15         | 35 567 | 43    | 12         | 34 221 | 39,55 | 11         | 34 516 | 46,78 | 14         | 36 089 | 45,96 | 13         | 17 468 | 31,14 | 9          | 11 119 | 17,96 | 5          | 4782   | 21,79 | 6          | 829    | 1,89  | 0          |
| Partido Socialista Obrero Español (PSOE)                             | 23 390 | 25,89 | 8          | 25 598      | 29,29       | 9           | 21 051 | 24,62 | 7          | 26 806 | 32,12 | 9          | 39 487 | 47,74 | 14         | 40 032 | 46,26 | 14         | 28 289 | 38,34 | 11         | 25 745 | 32,78 | 9          | 24 077 | 42,93 | 13         | 29 392 | 47,47 | 14         | 39 540 | 66,78 | 19         | 20 624 | 47,05 | 14         |
| Ganar Alcorcón-Podemos                                               | 14 181 | 15,69 | 4          | 15 477      | 17,71       | 5           | 15 060 | 17,62 | 5          | —      | —     | —          | —      | —     | —          | —      | —     | —          | —      | —     | —          | —      | —     | —          | —      | —     | —          | —      | —     | —          | —      | —     | —          | —      | —     | —          |
| Vox                                                                  | 8273   | 9,15  | 2          | 6052        | 6,92        | 2           | —      | —     | —          | —      | —     | —          | —      | —     | —          | —      | —     | —          | —      | —     | —          | —      | —     | —          | —      | —     | —          | —      | —     | —          | —      | —     | —          | —      | —     | —          |
| Más Madrid                                                           | 6599   | 7,3   | 2          | 4117        | 4,71        | 0           | —      | —     | —          | —      | —     | —          | —      | —     | —          | —      | —     | —          | —      | —     | —          | —      | —     | —          | —      | —     | —          | —      | —     | —          | —      | —     | —          | —      | —     | —          |
| Ciudadanos (CS)                                                      | 1300   | 1,43  | 0          | 16 692      | 19,1        | 5           | 11 005 | 12,87 | 4          | —      | —     | —          | —      | —     | —          | —      | —     | —          | —      | —     | —          | —      | —     | —          | —      | —     | —          | —      | —     | —          | —      | —     | —          | —      | —     | —          |
| Izquierda Unida-Los Verdes (IU-LV)-Partido Comunista de España (PCE) | —      | —     | —          | Con Podemos | Con Podemos | Con Podemos | 5130   | 6,00  | 1          | 7544   | 9,04  | 2          | 4847   | 5,86  | 1          | 7893   | 9,12  | 2          | 7344   | 9,95  | 2          | 15 003 | 19,11 | 5          | 7504   | 13,38 | 4          | 5110   | 8,25  | 2          | 13 052 | 7,99  | 2          | 9921   | 22,63 | 7          |
| Unión Progreso y Democracia (UPyD)                                   | —      | —     | —          | —           | —           | —           | 3464   | 4,05  | 0          | 5069   | 6,07  | 1          | —      | —     | —          | —      | —     | —          | —      | —     | —          | —      | —     | —          | —      | —     | —          | —      | —     | —          | —      | —     | —          | —      | —     | —          |
| Centro Democrático y Social (CDS)-Unión de Centro Democrático (UCD)  | —      | —     | —          | —           | —           | —           | —      | —     | —          | —      | —     | —          | —      | —     | —          | —      | —     | —          | —      | —     | —          | —      | —     | —          | 3196   | 5,70  | 1          | 12 953 | 20,92 | 6          | 1601   | 2,69  | 0          | 8976   | 20,48 | 6          |

## Evolución de la deuda viva municipal
El concepto de deuda viva contempla sólo las deudas con cajas y bancos relativas a créditos financieros, valores de renta fija y préstamos o créditos transferidos a terceros, excluyéndose, por tanto, la deuda comercial.
| Gráfica de evolución de la deuda viva del Ayuntamiento entre 2008 y 2023                           |
| |
| Deuda viva del Ayuntamiento de Alcorcón, en miles de euros, según datos del Ministerio de Hacienda |